# Vieille ville de Saint-Gall

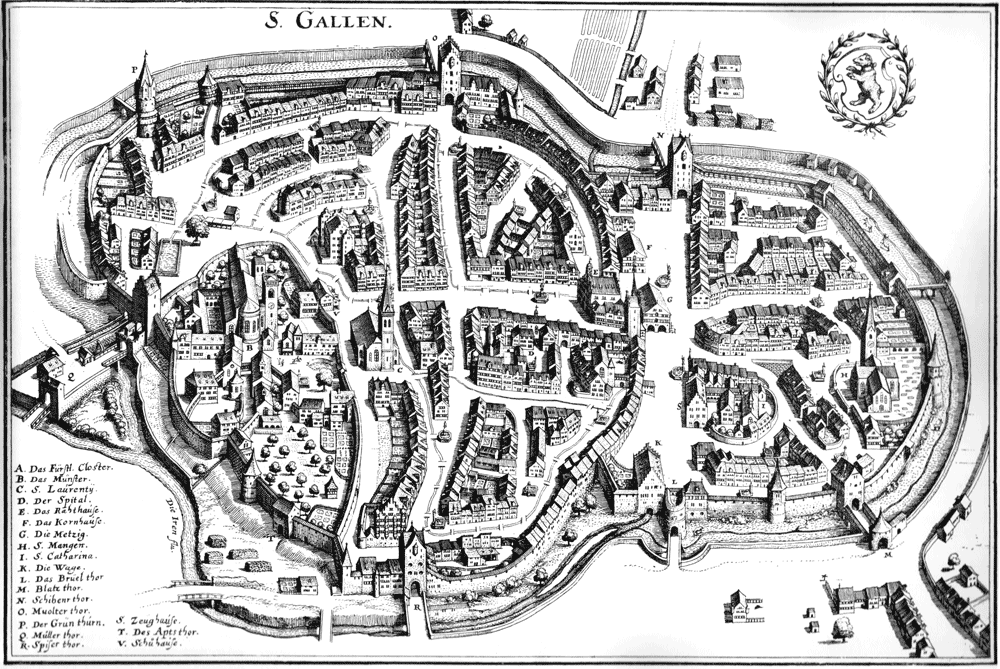
Plan de Saint-Gall en 1642

La vieille ville de Saint-Gall est le centre historique de Saint-Gall, canton de Saint-Gall en Suisse.
L'ensemble de la vieille ville est reconnue comme bien culturel suisse d'importance nationale comprenant, en catégorie A :
- la vieille ville
- l'abbaye de Saint-Gall

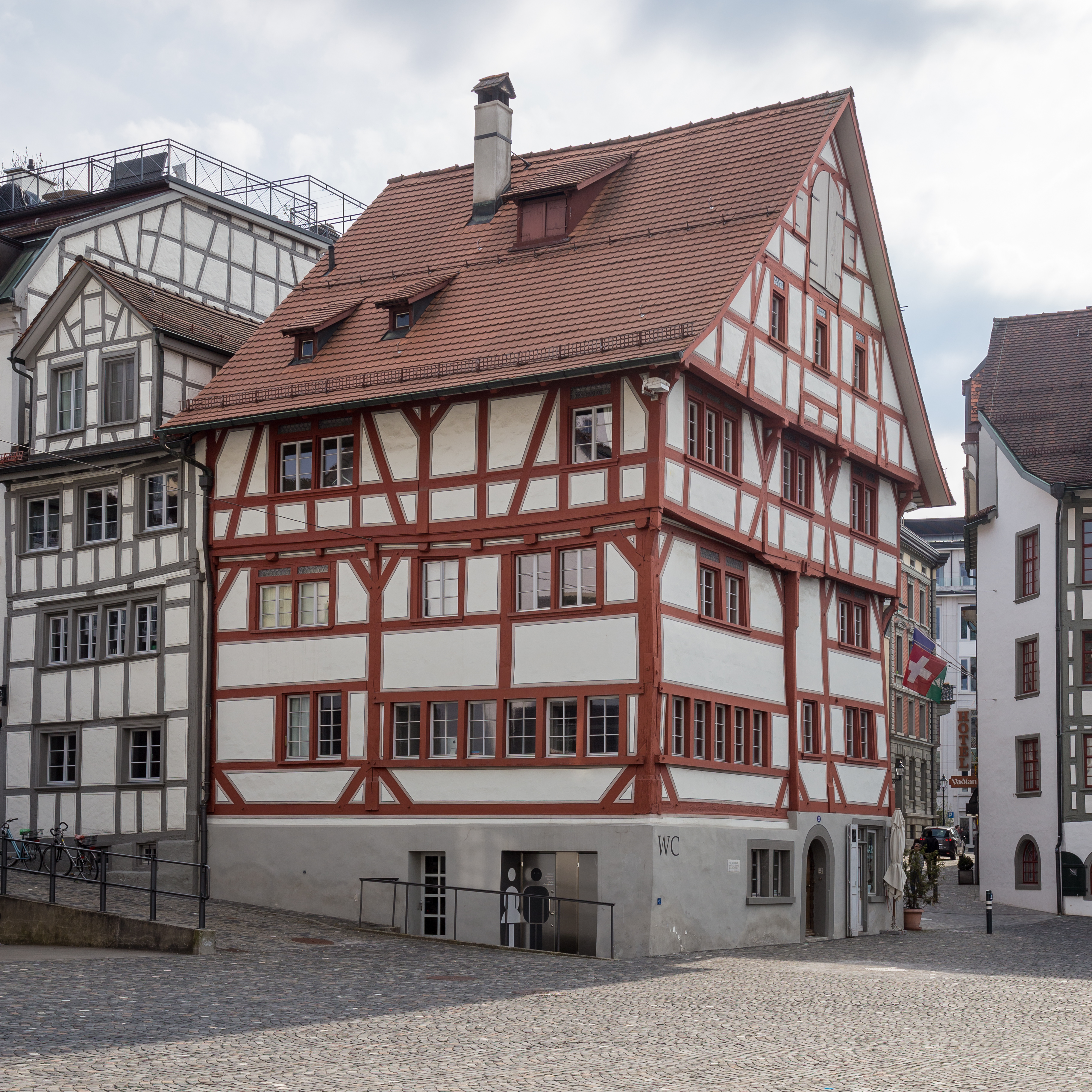
Maisons à colombages, Gallusstrasse, à St Gall

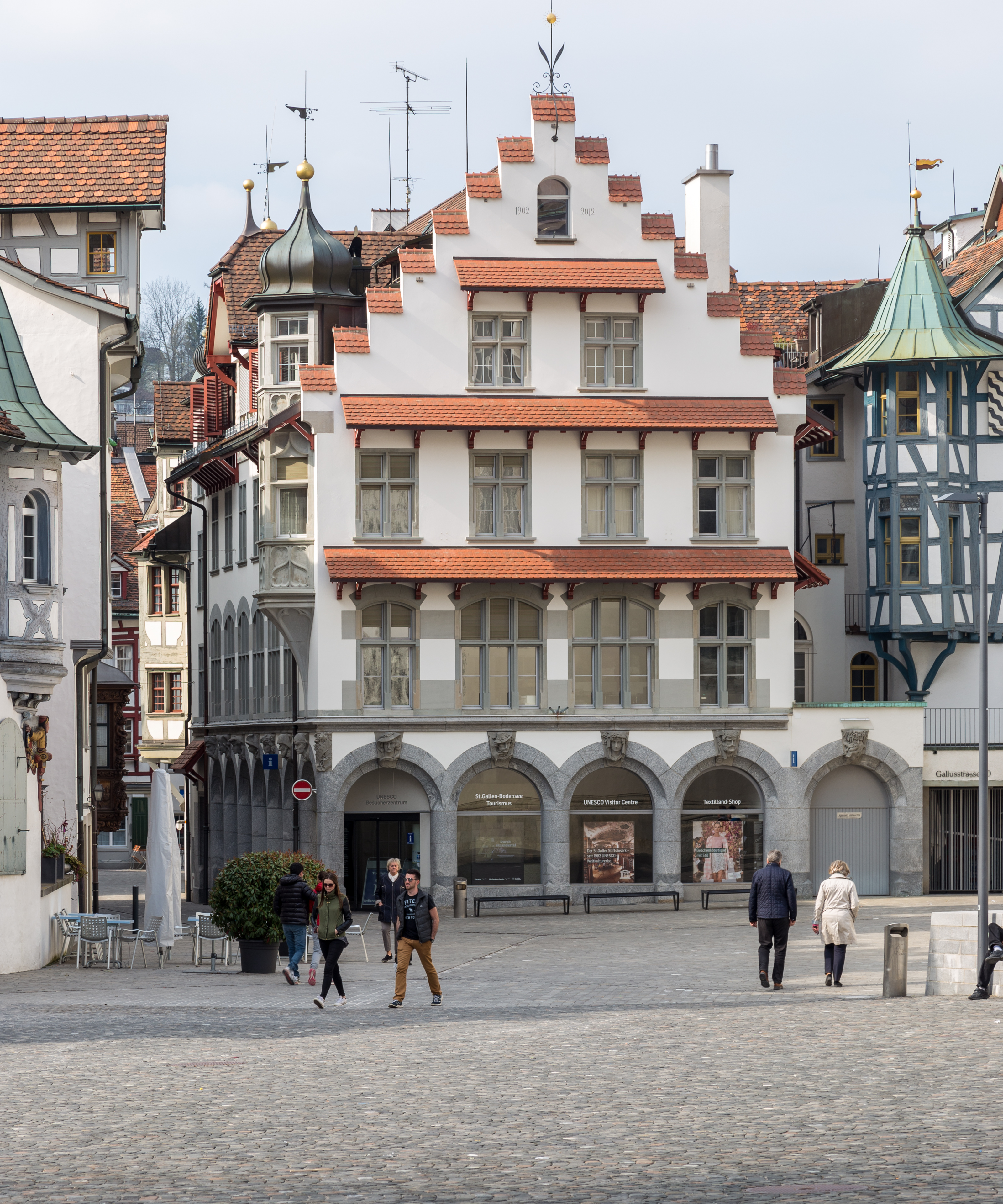
Bankgasse à St Gall

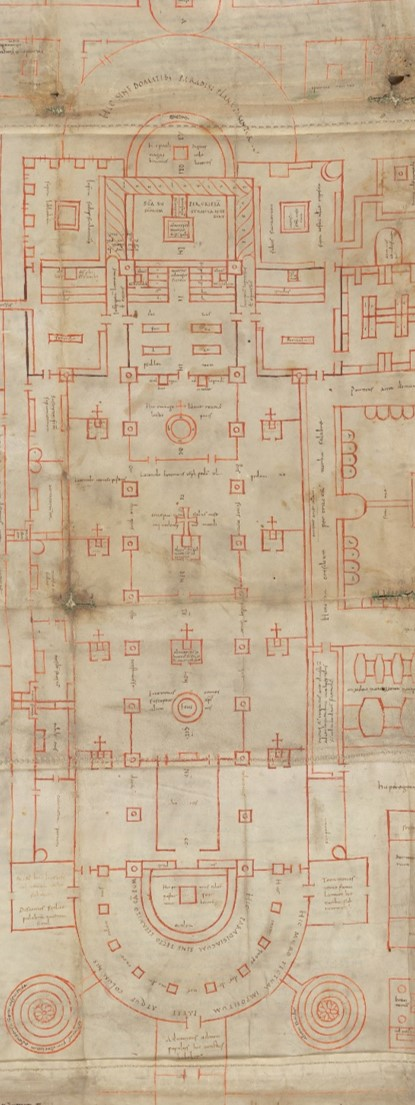
Plan de la basilique de Saint-Gall, début du IXe siècle

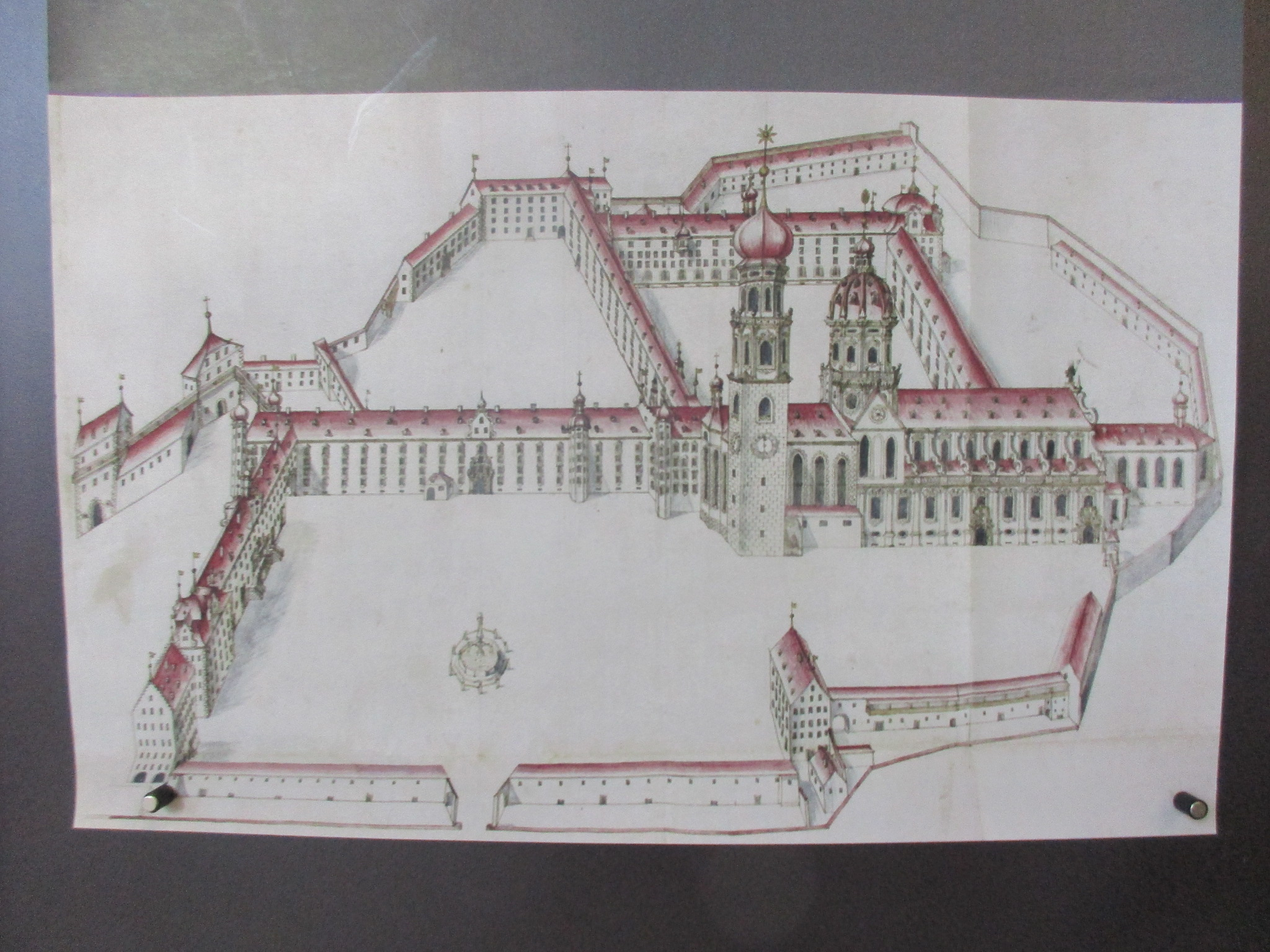
Abbatiale de Saint-Gall

- les bâtiments du couvent et la bibliothèque, 
« Klosterplatz mit neuer Pfalz, Zeughausflügel, Kinderkapelle Frauenarbeitschuhle und Karlstor », 
- la « Laurenzenkirche »,

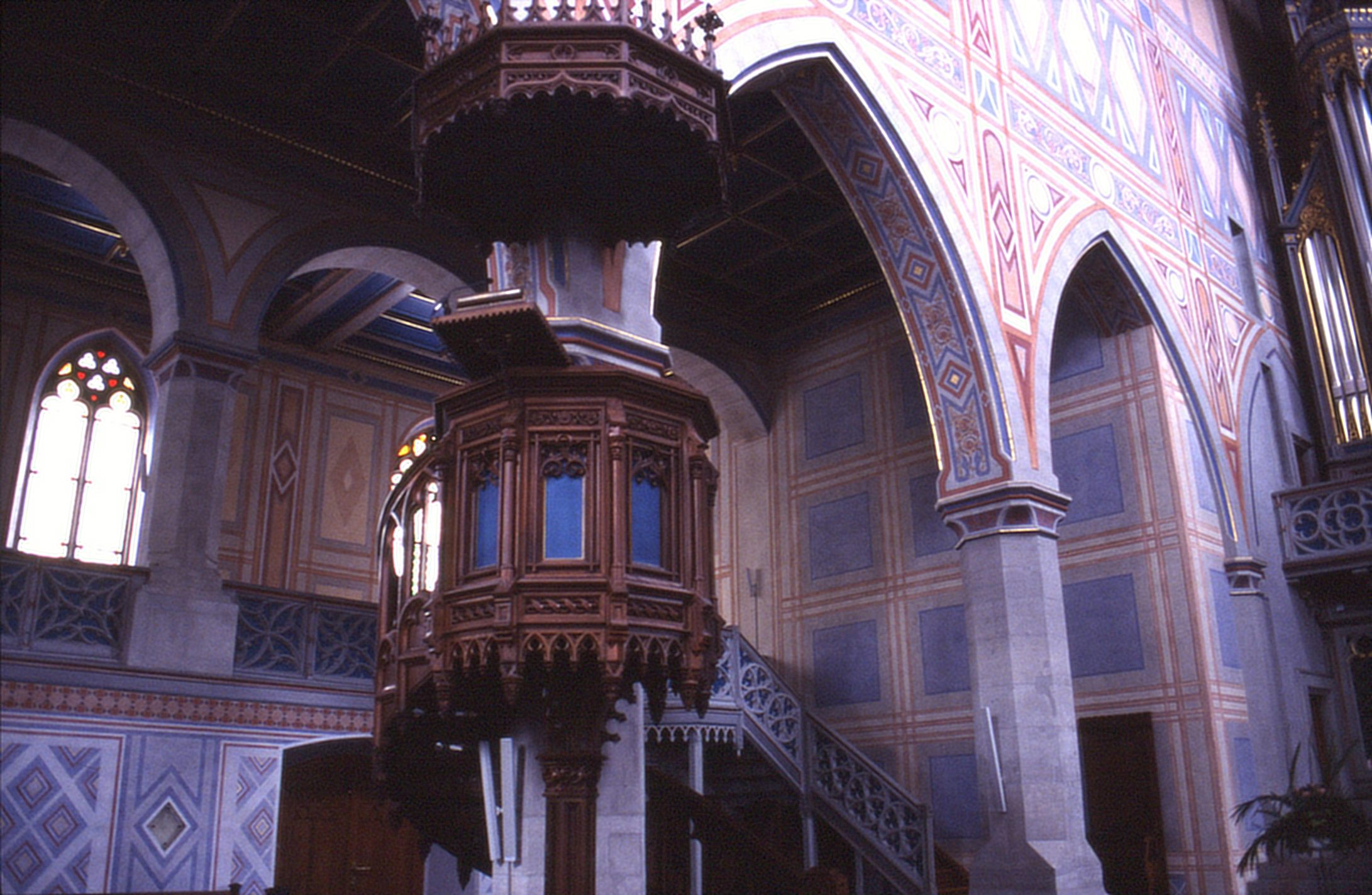
Église Saint-Laurent, intérieur néo-gothique (1851), le bâtiment datant du XVe siècle

- l'ancien cloître dominicain « St. Katharina », 
- le « Kunstmuseum », musée des Beaux-Arts
- l'« Historischesmuseum », musée d'histoire,
- le « Textilmuseum », le musée du textile,
- la bibliothèque cantonale de Saint-Gall (Vadiana), 
- la gare principale, 
- la poste principale,
- et les ponts « Sittertobel - Brückenlandschaft » : « Wattbachbrücke », « Eisensteg Zweibruggen », « Holzbrücke im Kubel », « Einsenbahnbrücke BT », « Einsenbahnbrücke SBB », « Kräzernbrücke mit Zollhaus », « Fürstenlandbrücke » et « Holtzbrücke Spissegg ».

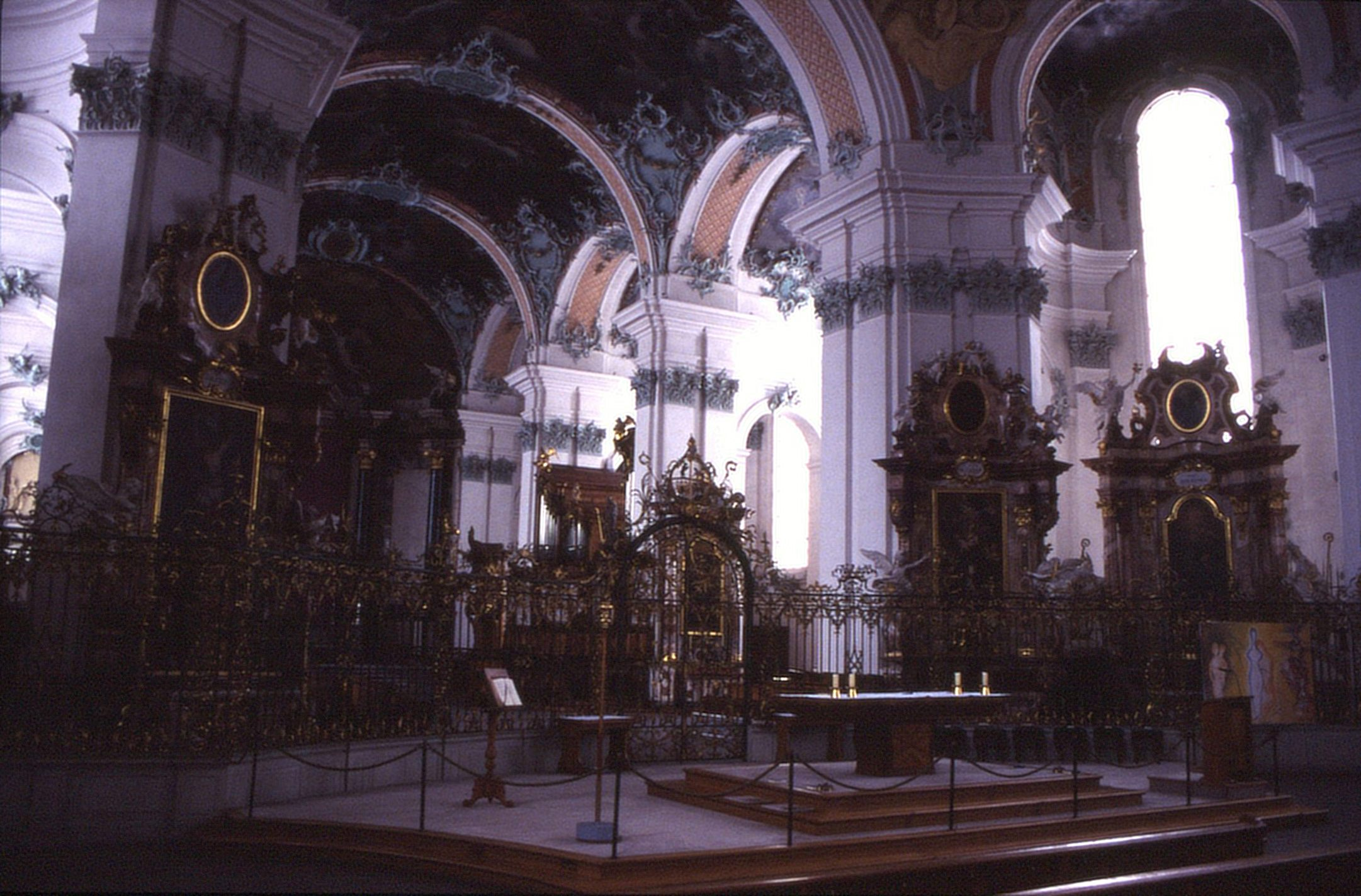
Saint-Gall

Prix Wakker en 1992.

## Source
- Inventaire suisse des biens culturels d'importance nationale et régionale, édition de 1995.